# フランツ・ヨーゼフ・フォン・エスターライヒ＝トスカーナ
フランシスコ・ホセ・デ・アブスブルゴ＝ロレーナ・イ・ボルボン（スペイン語: Francisco José de Habsburgo-Lorena y Borbon, 1905年2月4日 - 1975年5月9日）は、オーストリア＝ハンガリーの帝室の一員で、スペインのカルリスタ王位請求者。ドイツ語名はフランツ・ヨーゼフ・フォン・エスターライヒ＝トスカーナ（Franz Josef von Österreich-Toskana）。 

## 生涯
トスカーナ大公家のレオポルト・ザルヴァトール大公と、その妃ブランカ（カルリスタ王位請求者のマドリード公カルロス（7世）の長女）の間の四男（第9子）として生まれた。皇族の身分を法的に失った後の1926年、スペインに帰化した。第二次世界大戦中はイギリス空軍にパイロットとして従軍し、戦後はマドリードとベルンドルフを行き来しながら暮らした。
1937年7月22日、ロンドンにおいてオーストリアの退役陸軍大佐の娘マリア・アロイジア・バウマー（Maria Aloisia Baumer, 1906年 - 1987年）と結婚した。後に彼女と離婚し、1962年1月21日にチューリヒにおいてマリア・エレーナ・ゾイニッヒ（Maria Elena Seunig, 1925年 - 1994年）と結婚し、間に1女を儲けた。いずれも平民出身で、家内法では貴賤結婚とされた。
弟カルロス・ピオ、三兄アントンらとともにカルロクタビスタの王位請求活動を続けており、1955年には、ナバラ王サンチョ4世が創設したとされる百合の聖母騎士団勲章を支持者に授与している。1961年よりカルロクタビスタの正式なスペイン王位請求者フランシスコ・ホセ1世（スペイン語: Francisco José I）となるが、フアン・カルロス1世による王政復古の直前にヘルンシュタインで死去した。甥のドミニクが、有力な支持者のいないまま後継者となった。